# Делафон, Онезим
Анри Мамер Онезим Делафон (фр. Henri-Mamert-Onésime Delafond; 14 февраля 1805 — 15 ноября 1861) — французский биолог и ветеринар.
Окончил одну из старейших в Европе ветеринарных школ — Ветеринарную школу Альфор, затем на протяжении почти всей жизни преподавал в ней (с 1833 г. профессор), а в 1860 г. занял пост её директора.
Изучал инфекционные заболевания рогатого скота, в особенности сибирскую язву, оставил весьма скрупулёзные и обширные для своего времени труды «О заболеваниях крови у овец и коров» (фр. Traité de la maladie de sang des bêtes ovines et bovines) и «О лёгочных болезнях крупного рогатого скота» (фр. Traité de la maladie de poitrine du gros bétail).
Вместе с Габриэлем Андралем и Жюлем Гаварре выступил одним из пионеров гематологии, описав различия в составе крови у животных, страдающих различными заболеваниями.
В соавторстве с Оноре Бургиньоном опубликовал несколько важных работ по паразитологии, в том числе «Чесотка у человека и домашних животных» (фр. La gale de l’homme et des animaux domestiques; 1848) и «Практическое руководство по энтомологии и сравнительной патологии кожных паразитов человека и домашних животных» (фр. Traité pratique d’entomologie et de pathologie comparées de la psore des hommes et des animaux domestiques; 1857).